# Bent Åserud
Bent Åserud (* 5. April 1950 in Norwegen) ist ein norwegischer Komponist.

## Leben
Gemeinsam mit Geir Bøhren, Øyvind Vilbo und Bjørn Sønstevold gründete Åserud 1966 mit Junipher Greene seine erste Band. Sie spielten gemeinsam Progressive Rock und veröffentlichten mit Friendship (1971) und Communication (1974) zwei Alben. An der Norwegischen Musikhochschule schloss er 1977 sein Musikstudium ab. Bevor sich die Band 1983 auflöste, wurden mit Rewind (1981) und Forbudte formiddagstoner (1982) zwei weitere Alben veröffentlicht. Seit 2008 tourt sie wieder.
Mit der Musik zu dem Dokumentarfilm Pakketur til paradis debütierte  1982 als Filmkomponist. Seinen großen Durchbruch hatte er, als er gemeinsam mit Geir Bøhren die Musik zu dem von Ola Solum und Tristan DeVere Cole inszenierten Actionthriller Orion’s Belt schrieb. Beide wurden noch im selben Jahr mit dem norwegischen Filmpreis Amanda für die beste Musik ausgezeichnet.

## Filmografie (Auswahl)
- 1982: Pakketur til paradis
- 1985: Orion’s Belt (Orions Belte)
- 1987: Geheimsache Rubicon (Etter... Rubicon)
- 1989: Gefangen in der Tiefe – The Dive (Dykket)
- 1991: Der Eisbärkönig (Kvitebjørn Kong Valemon)
- 1991: Frida – mit dem Herzen in der Hand (Frida – med hjertet i hånden)
- 1992: Das Herz des Kriegers (Krigerens hjerte)
- 1993: Höher als der Himmel (Høyere enn himmelen)
- 1995: Sonja Henie – Königin auf dem Eis (Sonja Henie: Queen of the Ice)
- 1997: Sonntagsengel (Søndagsengler)
- 1998: Der letzte Mord (Sista kontraktet)
- 1999: Evas Auge (Evas øye)
- 2014: Eyewitness – Die Augenzeugen (Øyevitne)